# Ville-sur-Ancre
Ville-sur-Ancre (picardisch: Ville-su-Inke) ist eine nordfranzösische Gemeinde mit 274 Einwohnern (Stand 1. Januar 2022) im Département Somme in der Region Hauts-de-France. Die Gemeinde gehört zum Kanton Albert und ist Teil der Communauté de communes du Pays du Coquelicot.

## Geographie
Die Gemeinde liegt rund 5 km südwestlich von Albert am südlichen (linken) Ufer des moorigen Tals der Ancre zwischen Treux und Méaulte an der Départementsstraße D120. Das Gemeindegebiet erstreckt sich im Süden bis an die Départementsstraße D1 von Corbie nach Bray-sur-Somme.

## Geschichte
Die Gemeinde wurde im Ersten Weltkrieg zerstört.

## Einwohner
| 1962 | 1968 | 1975 | 1982 | 1990 | 1999 | 2006 | 2010 |
| ---- | ---- | ---- | ---- | ---- | ---- | ---- | ---- |
| 200  | 201  | 175  | 208  | 225  | 235  | 278  | 279  |

## Verwaltung
Bürgermeister (maire) ist seit 2008 Michel Bacq.	

## Sehenswürdigkeiten
- Kirche Saint-Martin
- Das Tal der Ancre